# Pedro Carlos González Cuevas
Pedro Carlos González Cuevas (Madrid, 1959) es un historiador español, profesor en la UNED. 
Es profesor titular de Historia de las Ideas Políticas y de Historia del Pensamiento Español en la UNED. Ha sido becario en el CSIC y en el Centro de Estudios Políticos y Constitucionales. Es autor de obras sobre la historia de la derecha y el conservadurismo en España. Ha abordado el estudio de Acción Española, así como de figuras como las de Ramiro de Maeztu —del que ha escrito una biografía—, Charles Maurras, Carl Schmitt, Maurice Barrès, José Ortega y Gasset o Gonzalo Fernández de la Mora.
Su última obra es una monumental síntesis, de más de mil páginas, sobre la Historia de la derecha española, desde sus orígenes hasta la actualidad, prologada por Stanley G. Payne.

## Obras
- Acción Española: Teología política y nacionalismo autoritario en España (1913-1936), Madrid, Tecnos, 1998.[6][7]
- Historia de las derechas españolas. De la Ilustración a nuestros días, Madrid, Biblioteca Nueva, 2000.[2][11]
- La tradición bloqueada: tres ideas políticas en España, el primer Ramiro de Maeztu, Charles Maurras y Carl Schmitt, Madrid, Biblioteca Nueva, 2002.[9]
- Maeztu. Biografía de un nacionalista español, Madrid, Marcial Pons, 2003.[8]
- El pensamiento político de la derecha española en el siglo XX: de la crisis de la Restauración al Estado de los partidos (1898-2000), Madrid, Tecnos,  2005.[3][4][5]
- Conservadurismo heterodoxo. Tres vías ante las derechas españolas: Maurice Barrès, José Ortega y Gasset y Gonzalo Fernández de la Mora, Madrid, Biblioteca Nueva, 2009.[10][12]
- La razón conservadora. Gonzalo Fernández de la Mora, una biografía político-intelectual, Madrid, Biblioteca Nueva, 2015.[13][14]
- Estudios revisionistas sobre las derechas españolas, Salamanca, Ediciones Universidad de Salamanca (Estudios históricos; 161), 2016.
- Vox: Entre el liberalismo conservador y la derecha identitaria, 2019.[15]
- "Memoria histórica", amenaza para la paz en Europa, 2021 (coautor).[nota 1]
- Historia de la derecha española. De la Ilustración hasta la actualidad (1789-2022), Prólogo de Stanley G. Payne, Madrid, Espasa, 2023. 1088 págs.

## Nota
1. ↑  Este libro, contrario a la Ley de la memoria histórica, fue editado por el Grupo de los Conservadores y Reformistas Europeos del Parlamento Europeo, en el que estaba encuadrado Vox, y en él también colaboraron Hermann Tertsch, Francisco José Contreras, Stanley G. Payne, Fernando Sánchez Dragó, Angel David Martín Rubio, Alfonso Ussía, Jesús Lainz, Luis Togores, Miguel Platón, Javier Barraycoa, Alberto Bárcena Pérez, José Manuel Otero Novas, Jesús Palacios Tapias y Pedro Fernández Barbadillo.[16]